# Parnassius arcticus
Аполлон арктический (аполлон Аммосова) (лат. Parnassius arcticus) — дневная бабочка семейства Парусники (Papilionidae). Изначально был описан как подвид Parnassius simo, позднее выделен в самостоятельный вид.

## Описание
Длина переднего крыла 16-27 мм. Размах крыльев самцов: 35 — 44 мм, самок — 38 — 46 мм. Крылья самцов белые. На верхних крыльях вблизи переднего края обычно есть три узких чёрных пятна. На нижних крыльях — чёрное поле у анального края и по два мелких чёрных постдискальных пятна. У самцов подвида shavlovi пятен на нижних крыльях обычно нет. Самки сероватые, у подвидов arbugaevi и shavlovi — темно-серые, все с сильно расширенным рисунком из чёрных пятен. Иногда присутствуют небольшие жёлтые пятна, с чёрной каймой.На задних крыльях бабочек имеются 2-4 черных постдискальных пятна, в которых могут также присутствовать группы буро-красных чешуек.

## Ареал
Эндемик гор Яно-Колымского водораздела, встречается локально на хребтах Сунтар-Хаята, Верхоянском, Момском и Арга-Тас. Имеются сведения о находке одной особи в Магаданской области.
В 2019 году на Момском хребте, в Якутии, натуралист из Липецкой области Юрий Бахаев обнаружил бабочек данного вида с явно отличающимся внешним видом. Они были описаны исследователями как новый подвид Parnassius arcticus arbugaevi. В 2022 году тоже в Якутии, на хребте Арга-Тас, он же нашёл арктических аполлонов с другими отличиями, и был описан ещё один новый подвид: Parnassius arcticus shavlovi .

## Места обитания
Мелкощебнистые осыпи чёрного сланца на склонах южной экспозиции и высотах 1300—1800 м над уровнем моря, с крайне бедной растительностью .

## Биология
Бабочки встречаются с начала июня до второй декады июля. Посещают для нектарного питания цветки якутской городковии (Gorodkovia jacutica). Гусеницы кормятся листьями хохлатки Городкова (Corydalis gorodkovii). Самки откладывают яйца поодиночке и небольшими группами на камни возле растений и иногда на стебель самого растения. Гусеница окукливается в свитым ею плотном коконе. Он зимует, и бабочка выводится на следующий год, а некоторые особи — через год, пройдя две зимовки .